# Max-Planck-Gymnasium (Saarlouis)

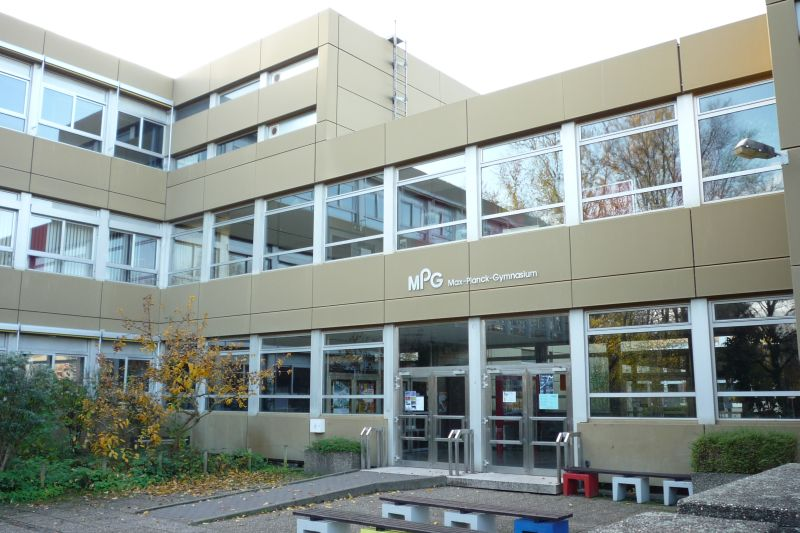
Das Gebäude des MPG

Das Max-Planck-Gymnasium Saarlouis ist ein mathematisch-naturwissenschaftliches Gymnasium in Saarlouis.

## Geschichte
Am 27. April 1965 wurde das Staatliche Aufbaugymnasium Saarlouis gegründet. 1968 wurde ein eigenes Schulgebäude am Choisy-Sportplatz errichtet.
1971 wurde das Hauptgebäude um 6 Klassenräume erweitert. Die Umwandlung in ein normales Gymnasium mit mathematisch-naturwissenschaftlicher Ausrichtung folgte 1975. Die Schule wurde daraufhin nach dem Quantenphysiker Max Planck umbenannt (kurz: MPG).
1974/75 wurde ein zusätzliches Gebäude mit 14 weiteren Klassenräumen errichtet, die zur Hälfte noch vom Mädchenrealgymnasium genutzt wurden. Es erfolgte die Umbenennung in Staatliches Max-Planck-Gymnasium.
1982–1985 wurden die Gebäude umfangreich saniert (Kostenaufwand von 2,8 Millionen DM), 1988 wurde eine neue Turnhalle errichtet.
Der Übergang des Gymnasiums in die Trägerschaft des Landkreises Saarlouis fand 1992 statt. Zugleich wurde der Name erneut geändert in: Max-Planck-Gymnasium Saarlouis, Gymnasium des Landkreises Saarlouis.

## Sprachenfolge
Als Erstfremdsprachen stehen Englisch und Französisch in Klasse 5 zur Auswahl; die jeweils andere wird Zweitfremdsprache ab Klasse 7. Zusätzlich besteht seit 2000 die Möglichkeit eines Englisch-Plus-Zweiges, in dem einige Fächer bilingual unterrichtet werden. Anstatt einer dritten Fremdsprache wird Physik bzw. seit 2010 auch Informatik während der Mittelstufe zum Hauptfach. Ab Klasse 10 stehen Spanisch, Italienisch und Latein optional zur Auswahl.
Französisch-Zweig
- Französisch (ab Klasse 5)
- Englisch (ab Klasse 6)
- Physik oder Informatik als Hauptfach anstelle einer 3. Fremdsprache (ab Klasse 8)

Englisch-Zweig
- Englisch (ab Klasse 5)
- Französisch (ab Klasse 6)
- Physik oder Informatik als Hauptfach anstelle einer 3. Fremdsprache (ab Klasse 8)

EnglischPlus-Zweig
- EnglischPlus (ab Klasse 5)
- Französisch (ab Klasse 6)
- Physik oder Informatik als Hauptfach anstelle einer 3. Fremdsprache (ab Klasse 8)

## Aufbau
Die Schule bietet eine optionale Nachmittagsbetreuung an. Mit etwa 1300 Schülern sowie etwa 100 Lehrkräften ist es damit das größte Gymnasium in Saarlouis.
Die Schule umfasst 6 Gebäude:
1. Ein Haupthaus, in dem die Funktionsräume, das Sekretariat, die Schulleitung und die Klassenstufen 8–12 untergebracht sind
2. Einen Neubau, in dem die Jahrgänge 5 bis 7 untergebracht sind
3. Einen Anbau am Neubau, in dem es noch weitere 4 Räume gibt
4. Bistro (Max-Inn) mit Kantine und Bibliothek
5. Drei Turnhallen
6. Einen Sportplatz

Die Schule verfügt über je drei Chemie-, Biologie- und Physiksäle, wobei jeweils einer ein „Stufensaal“ ist, außerdem über drei Computer-Räume, einen Filmsaal, zwei Musiksäle und drei Kunsträume.

## Direktoren
- 1965–1965: Ernst Turner
- 1965–1968: Hans Arweiler
- 1968–1990: Gerold Kratz
- 1990–2015: Jürgen Hannig
- seit 2015: Christian Bravo-Lanyi

## Rudolf-Schmitt-Stiftung

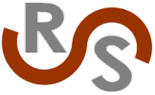
Logo der Rudolf-Schmitt-Stiftung

Die im August 2003 zu Andenken des ehemaligen Stellvertretenden Schulleiters Rudolf Schmitt gegründete Rudolf-Schmitt-Stiftung ist die erste saarländische Stiftung zur Unterstützung einer öffentlichen Schule.
Die Stifterin ist Helene Schmitt, die Schwester von Rudolf Schmitt, das Vermögen der Stiftung beträgt zurzeit 380.000 Euro. Die Zinsen werden dazu verwendet „unterrichtsbezogene und pädagogischen Aktivitäten“ zu unterstützen, das Stiftungsvermögen darf nicht angetastet werden.
Durch regelmäßige Spenden der Stifterin standen dem Gymnasium 2006 insgesamt 51.000 € durch die Stiftung zur Verfügung. Über die Verwendung der Mittel entscheidet der Stiftungsvorstand, der sich aus dem Direktor (Vorsitzender), der Stifterin (Stellvertretende Vorsitzende) und Hanneliese Greuling zusammensetzt, sofern der Betrag von 4000 € im Einzelfall nicht überschritten wird.

## Robotik
Seit mehreren Jahren wird auch eine freiwillige Robotik-Arbeitsgemeinschaft angeboten. Die Schule verfügt über einen eigens hergerichteten Robotik-Raum. Die Teams treten auf regionaler, nationaler und internationaler Ebene an. Zu den größten Erfolgen zählt der Gewinn der Weltmeisterschaft im RoboCup Junior Soccer 2on2, aber auch mehrere Auszeichnungen der First Lego League. Außerdem ist die Arbeitsgemeinschaft auf zahlreichen offiziellen Veranstaltungen des Saarlandes und verschiedener Wirtschaftsverbände vertreten, so zum Beispiel auf dem Empower Deutschland-Kongress.

## Schulpartnerschaften
Die Schule unterhält Schulpartnerschaften mit Schulen in:
- Metz, St. Nazaire, Montauban und Poitiers (Frankreich)
- Luxemburg (Luxemburg)
- Murcia (Spanien)
- Welkenraedt und Arlon (Belgien)
- Borgo San Lorenzo (Italien)
- Lugoj (Rumänien)
- Burgas (Bulgarien)
- Dallas/Texas (USA)
- Rio de Janeiro (Brasilien)

## Ehemalige Schüler
- Dagmar Heib (* 1963), Politikerin
- Bernd Kissel (* 1978), Zeichner, Trickfilmzeichner und Grafiker
- Katharina Müller (* 1994), Basketballspielerin

## Ehemalige Lehrer
Der Schriftsteller Gerhard Tänzer war von 1967 bis 2000 als Lehrer am Max-Planck-Gymnasium tätig.

## Sonstiges
Das Team Mission Possible Reloaded der Initiative Roboter in der Schule hat beim RoboCup 2005 die Weltmeisterschaft im RoboCup Junior Soccer 2on2 gewonnen.
Die Klasse 6e hat 2005 erfolgreich bei der Quizshow „Wir testen die Besten“ des Senders KIKA teilgenommen.

## Belege
1. ↑  MPG Saarlouis: Bildungsprofil, Sprachenfolge, Pädagogische Leitlinien (PDF; 2,7 MB)
2. ↑  Offizielle Statistik Schuljahr 2009/10
3. ↑  Informationen zur Rudolf-Schmitt-Stiftung
4. ↑  Rudolf-Schmitt-Stiftung